# Waldemar Pawlak

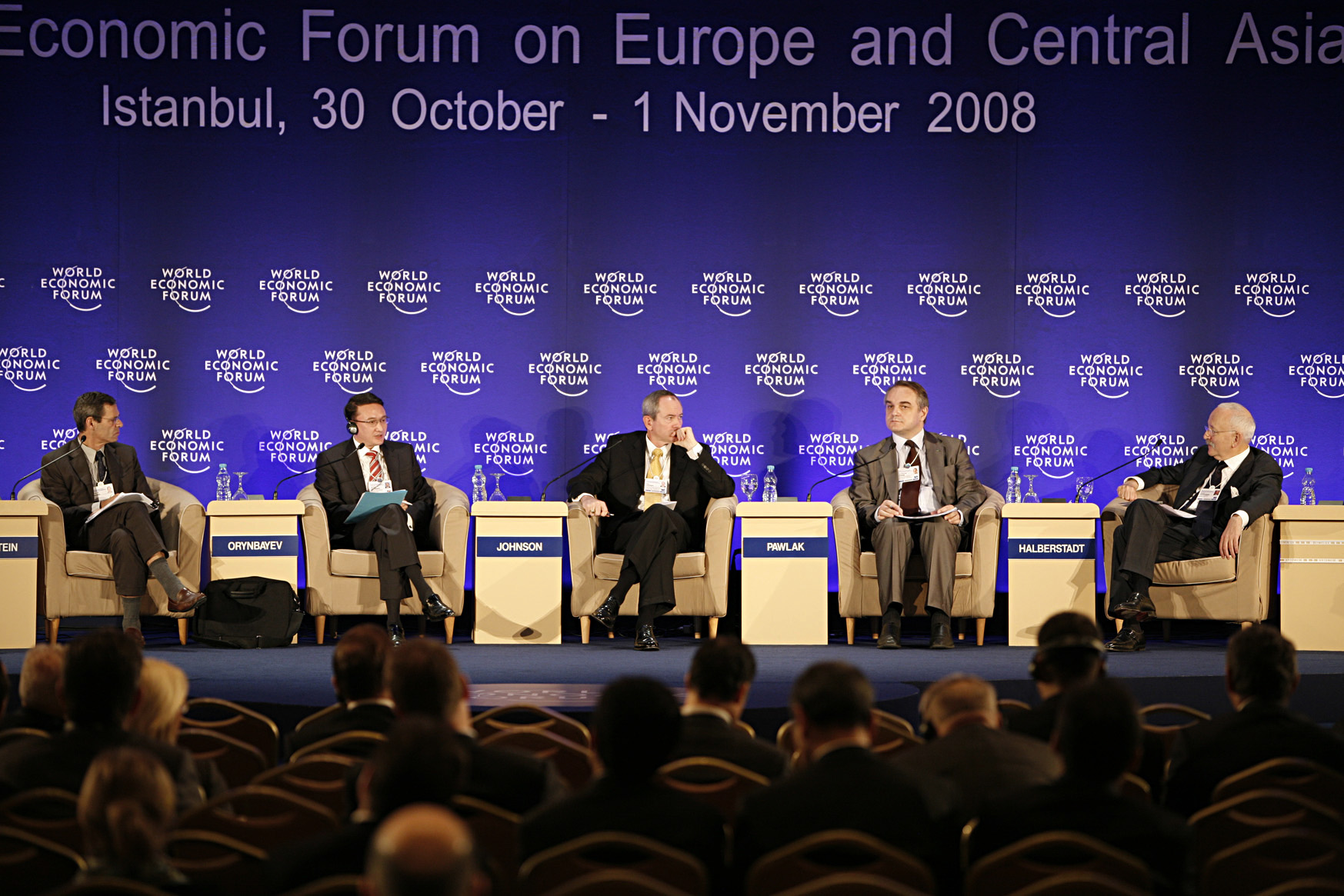
Phó Thủ tướng W. Pawlak ở Diễn đàn Kinh tế Thế giới Châu Âu và Trung Á ở Istanbul năm 2008

Waldemar Pawlak [valˈdɛmar ˈpavlak] ⓘ (sinh ngày 5 tháng 9 năm 1959) là chính trị gia người Ba Lan. Ông đã hai lần giữ chức Thủ tướng của Ba Lan, trong thời gian ngắn năm 1992 và từ năm 1993 đến năm 1995. Từ tháng 11 năm 2007 đến tháng 11 năm 2012 ông giữ chức Phó Thủ tướng và Bộ trưởng Kinh tế. Pawlak là người duy nhất giữ chức vụ Thủ tướng hai lần của Đệ tam Cộng hoà (từ năm 1989), và cho đến nay ông vẫn là Thủ tướng trẻ nhất Ba Lan.